# ジーフット
株式会社ジーフット（英: GFOOT CO.,LTD.）は、東京都中央区新川に本社を置く、靴および雑貨の販売を行う企業である。

## 概要
中部地区・関東地区を中心に「ASBee」等を展開し、紳士靴・スポーツシューズの販売に強みのあるツルヤ靴店と、全国に300以上の店舗網を持ち、ファミリー向けの「NUSTEP」、婦人靴専門店「Pista」など多彩な店舗を持つニューステップの2社が合併し、これにより全国383店舗を展開する業界3位の靴販売店となった。2011年4月1日には「ツルヤ靴店」の店舗ブランドを「ASBee」に統合するとともに、派生店舗の「TSURUYA FORUM」は「ASBee FORUM」に屋号変更した。
ニューステップは元々イオングループのショッピングセンターへの出店が多いうえ、ツルヤ靴店も2005年にイオン株式会社との業務・資本提携により同じくイオングループのショッピングセンターへ出店するようになった。また、GMSの売場改革としてイオンリテールのGMS店舗の靴売場の運営も行っている。
「ASBeeオンラインショップ」を出店し、通信販売も行っているが、2007年10月にはインターネット通販大手のAmazon.comにも出店し、同サイト内での靴の販売を開始している。
2008年12月2日にイオン株式会社に対して、新株予約権を普通株式1,400,000株分割り当てた。その後、2009年6月17日にイオン株式会社が新株予約権を行使したため、同日付でイオン株式会社の連結子会社となった。

## 沿革

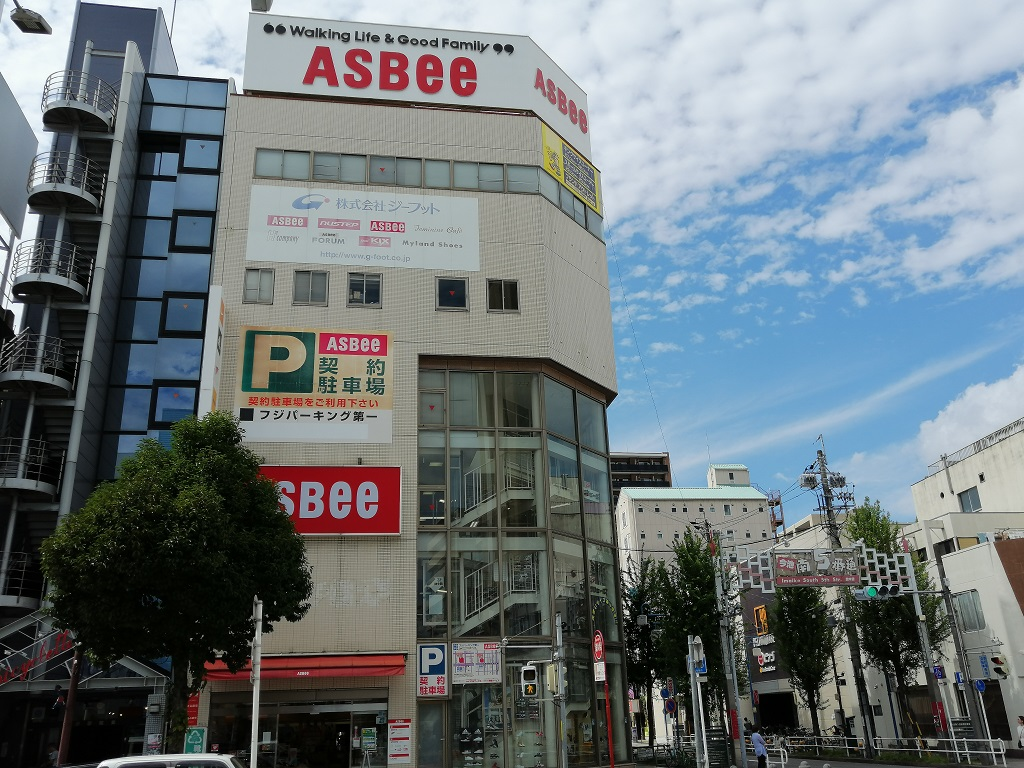
ASBee今池本店（愛知県名古屋市千種区、2020年9月）。ツルヤ靴店→ジーフットの2016年までの本店所在地でもあった。

### ツルヤ靴店
- 1931年 - 愛知県名古屋市昭和区にてツルヤ靴店として創業。
- 1971年 - 株式会社ツルヤ靴店（本店：愛知県名古屋市千種区）を設立。
- 1989年 - 「ASBee」1号店を名古屋パルコに出店。
- 2000年 - 名古屋証券取引所市場第2部に株式を上場。
- 2004年 - 新業態店舗「ツルヤフォーラム」1号店をダイヤモンドシティ・キリオ（現・イオンモール木曽川）に出店。
- 2005年 - イオン株式会社と業務・資本提携し、イオングループ入り。
- 2006年 - 伊藤忠商事と業務・資本提携。

### ニューステップ
- 1972年 - ロマン創業。
- 1982年 - マイランドシューズ創業。
- 1989年 - ロマンがマイランドシューズを吸収合併し、マイランドシューズに社名変更。
- 1995年 - マイランドシューズとダイヤモンド高田が合併し、ニューステップに社名変更。

### ジーフット
- 2009年2月21日 - ツルヤ靴店がニューステップを吸収合併し、ジーフットに社名変更。6月にイオン株式会社の連結子会社となる。
- 2012年4月 - 本社機能を東京都中央区へ移転[3]。
- 2013年
  - 8月21日 - イオン株式会社が、主要株主であった創業家一族の株式取得を主目的とする株式公開買付けを、同年9月18日までの期限で実施[4]。
  - 9月18日 - 前述の株式公開買付けが終了し、イオン株式会社による当社株式の保有割合が70%超となる[5]。
- 2015年11月10日 - 東京証券取引所市場第一部に株式を上場するとともに、名古屋証券取引所の市場第一部に指定替え[6]。
- 2016年 -
  - 3月19日 - アメリカのライフスタイルフットウェアブランド「SKECHERS（スケッチャーズ）」の日本法人であるスケッチャーズ ジャパン合同会社とのフランチャイズ契約締結により、当社でのスケッチャーズコンセプトストアの展開を開始し、1号店としてSKECHERS イオンモール堺鉄砲町店をオープン[7]（なお、同SCには「SKECHERS」に加え、「Greenbox」「ASBee」「ASBee KIDS」「FeminineCafe」も同時に出店し、初の5業態同時出店となった[8]）。
  - 9月1日 - 本店を、愛知県名古屋市千種区今池3丁目4-10から東京都中央区新川1丁目23-5へ移転[9][10]。
  - 9月22日 - ダフネインターナショナルとの協業により、日本でのダフネショップの展開を開始し、1号店をイオンレイクタウン内にオープン[11]。
- 2017年9月29日 - メンズシューズセレクトストアの新業態として「INVITO（インビト）」の展開を開始し、1号店をトリエ京王調布内にオープン[12]。
- 2018年11月21日 - 子供靴の新業態として「Kish Plus+（キッシュプラス）」の展開を開始し、1号店を福岡県のMARK IS 福岡ももち内にオープン[13]。
- 2019年4月1日 - 同じイオングループで「スポーツオーソリティ」の店舗ブランドにてスポーツ用品の小売業を行う株式会社メガスポーツとの共同出資により、スポーツ関連の商品調達を担う機能会社としてイオンスポーツ商品調達株式会社を設立[14]。
- 2020年9月4日 - レディスシューズブランド「heal me（ヒールミー）」を立ち上げ、同ブランドの専門業態1号店を愛知県のアスナル金山内にオープン[15]。
- 2022年 -
  - 4月4日 - 東京証券取引所の市場区分変更に伴い、スタンダード市場へ移行[16]。
  - 4月29日 - 千葉県のイオン市川妙典店内にオープンした「アスビー市川妙典店」を皮切りに、「GreenBox（グリーンボックス）」の「ASBee」統一化への取り組みを開始[17]。
- 2023年4月4日 - 新業態店舗「アスビープラス」1号店をイオンモール豊川内に出店[18]。
- 2024年2月19日 - 本社を東京都中央区新川1丁目14-1（国冠ビル）へ移転[19]。

## 店舗ブランド
☆は旧ツルヤ靴店で展開されていた店舗ブランド、★は旧ニューステップで展開されていた店舗ブランド。展開地域や店舗が入居するSCの例は2023年3月時点。
| 名前                                | 特徴 | 店舗の入るSCの例 |
| ----------------------------------- | --- | --- |
| ASBee☆ （アスビー）                 | 人気ブランドの最新モデルをはじめ、オリジナルブランドやショップ限定モデルなどを扱う ファッションとライフスタイルを提案するフットウェアショップ業態。 2022年4月以降「Green box」から改装した店舗がオープンしたことで店舗数が増え、福井県を除く全国に展開するようになった。 | ウイングベイ小樽 ザ・モール仙台長町 エルミこうのすショッピングモール アイ・モール三好 ららぽーと甲子園 イオンモール岡山 イオンモール徳島 イオン大塔ショッピングセンター |
| Greenbox （グリーンボックス）       | イオン、イオンスタイル、ザ・ビッグ等のイオングループの靴売場に出店する業態。 2013年からはイオンの連結子会社となったダイエーや同社が運営するイオンフードスタイルにも出店している。 「ASBee fam.」同様に店舗網を拡大しており、福井県を除く全国で展開しているが、 2022年4月以降、改装のタイミングで順次「ASBee」へ移行されており、今後ブランドを統合することが予定されている。 | イオン札幌琴似店 イオンSuC横手南店 イオンフードスタイル港南台店 イオン小松店 ダイエー光明池店 イオン米子駅前店 イオンスタイル松山 イオンスタイル笹丘                    |
| ASBee fam. （アスビーファム）       | 2012年10月より展開を開始したファミリー向けシューズストア業態。 改装に伴って「NUSTEP」から移行した店舗もあって店舗網を拡大しており、日本国内で26都道府県を展開している。 | イオン札幌元町SC イオンタウン塩釜 キテラタウン調布 アピタ松阪三雲 イオンスタイル大津京 広島段原ショッピングセンター サニーサイドモール小倉                              |
| ASBee KIDS （アスビーキッズ）       | 統合後の2010年3月に立ち上げた子供靴専門店。開業当初は「NUSTEP KIDS（ニューステップ キッズ）」の店舗ブランド名で展開していたが、 2013年から「ASBee」のサブブランドに移行して屋号変更しており、「NUSTEP KIDS」でオープンした店舗も現名称に変更されている。 日本国内では20都府県で展開している                                                                                 | イーアス高尾 MARK IS 静岡 イオンモール和歌山 イオンモール福岡 |
| ASBee FORUM （アスビーフォーラム）  | セレクトショップのような独自の店作りを展開する業態。 靴のみならず、バック、時計、アクセサリーなどのインポートブランドのアイテムも扱う。熊本県のみの展開 | イオンモール宇城 |
| Feminine Cafe★ （フェミニンカフェ） | カフェをイメージした雑貨テイストのレディースシューズショップ。北海道のみの展開 | イオン釧路店 |
| heal me （ヒールミー）              | 2020年2月にレディスシューズのプライベートブランドとして立ち上げ、同年9月に同ブランドの専門店としての展開を開始した。 埼玉県と愛知県に展開。 | イオンモール上尾 アスナル金山 |
| SKECHERS （スケッチャーズ）         | スケッチャーズ ジャパン合同会社からのフランチャイズにより展開する ライフスタイルフットウェアブランド「スケッチャーズ」のストア業態 当社では関東から九州までの12都府県で展開しており、大半はコンセプトストア業態だが、 埼玉県・広島県・沖縄県ではアウトレットストア業態も展開している                                                                                        | イオンモール成田 イオンモール浜松志都呂 イオンモール京都桂川 THE OUTLETS HIROSHIMA イオンモール熊本                                                                     |
| Athream （アスリーム）              | 2020年12月に展開を開始したスポーツに特化したシューズやグッズを扱う業態 なお、店舗ブランドと同じ名称でプライベートブランドも設定されている | イオンモール上尾 |